# Festival Internacional de Cine de San Sebastián 1959
La 7.ª edición del Festival Internacional de Cine de San Sebastián tuvo lugar entre el 11 y el 20 de julio de 1959. Con el alto nivel alcanzado tras el reconocimiento de la categoría A por parte de la FIAPF a partir de la edición de 1957, cabe destacar la presencia en San Sebastián de Audrey Hepburn o el estreno mundial de North by Northwest, de Alfred Hitchcock, quien volvió a visitar el festival tras su paso el año anterior.

## Desarrollo
El actor Kirk Douglas envió una bandeja de plata a la sociedad gastronómica Gaztelubide en agradecimiento por la recepción que le hicieron en el año anterior, cuando participó con Los vikingos, entregada por el delegado en España de United Artists. El día 13 se exhibieron Historia de una monja, Sam, Smrt v sedle y Ari no machi no Maria. Esta última fue la primera película japonesa que se exhibía en un festival de San Sebastián. El día 14 se exhibieron las películas argentinas El cuaderno (cortometraje) y Procesado 1040, que contó con la presencia en el cine de las actrices argentinas Amelia Bence, Susana Campos, Mabel Karr y Zully Moreno, y la venezolana Caín adolescente. El día 15 contó con la presencia de René Clair en el Victoria Eugenia Antzokia, a quien se rindió homenaje con la proyección de Catorce de julio (1932). Posteriormente se proyectó la película francesa Maigret et l'affaire Saint-Fiacre. El día 16 se exhibieron la película estadounidense Con la muerte en los talones, que contó con la presencia de Eva Marie Saint, y la película polaca Zamach, después de la cual el productor Benito Perojo ofreció un almuerzo a los cineastas. El resto de películas se proyectaron los días 18 y 19, entre ellas Salto a la gloria de Klimovsky. El día 20 se clausuró el festival con la proyección de Tutti innamorati de Giuseppe Orlandini se concedieron los premios.

## Jurado oficial
- Melvyn Douglas[8]
- Manuel Goyanes
- Arturo Lanocita
- Max Lippmann
- Léonide Moguy
- José Luis Sáenz de Heredia
- Daniel Vázquez Díaz

## Películas

### Programa Oficial
Las 22 películas siguientes fueron presentadas en el programa oficial:
| Título en España                 | Título original                   | Director(es)         | País           |
| -------------------------------- | --------------------------------- | -------------------- | -------------- |
| 800 leguas por el Amazonas       | 800 leguas por el Amazonas        | Emilio Gómez Muriel  | México         |
| La luz viene de lo alto          | A luz vem do alto                 | Henrique Campos      | Portugal       |
| Akiket a pacsirta elkísér        | Akiket a pacsirta elkísér         | László Ranódy        | Hungría        |
| Bain el atlal                    | Bain el atlal                     | Ezz El Dine Zulficar | Egipto         |
| Ari no machi no Maria            | Ari no machi no Maria             | Heinosuke Gosho      | Japón          |
| Caín adolescente                 | Caín adolescente                  | Román Chalbaud       | Argentina      |
| De los Apeninos a los Andes      | Dagli Appennini alle Ande         | Folco Quilici        | Italia         |
| Insaan Jaag Utha                 | Insaan Jaag Utha                  | Shakti Samanta       | India          |
| Malkata                          | Malkata                           | Nikola Korabov       | URSS           |
| Maigret en el caso de la condesa | Maigret et l'affaire Saint-Fiacre | Jean Delannoy        | Francia        |
| Con la muerte en los talones     | North by Northwest                | Alfred Hitchcock     | EE. UU.        |
| Procesado 1040                   | Procesado 1040                    | Rubén W. Cavallotti  | Argentina      |
| Salto a la gloria                | Salto a la gloria                 | León Klimovsky       | España         |
| Sam                              | Sam                               | Vladimir Pogačić     | Yugoslavia     |
| Crimen al atardecer              | Sapphire                          | Basil Dearden        | Reino Unido    |
| Luces de rebeldía                | Shake Hands with the Devil        | Michael Anderson     | Reino Unido    |
| Smrt v sedle                     | Smrt v sedle                      | Jindrich Polák       | Checoslovaquia |
| Historia de una monja            | The Nun's Story                   | Fred Zinnemann       | EE. UU.        |
| Papá se ha enamorado             | Tutti innamorati                  | Giuseppe Orlandini   | Italia         |
| Verbrechen nach Schulschluß      | Verbrechen nach Schulschluß       | Alfred Vohrer        | RFA            |
| Zamach                           | Zamach                            | Jerzy Passendorfer   | Polonia        |

### Fuera de concurso
| Título en España     | Título original         | Director(es)   | País |
| -------------------- | ----------------------- | -------------- | ---- |
| El resto es silencio | Der Rest ist Schweigen  | Helmut Käutner | RFA  |
| La Gestapo en acción | Die feuerrote Baronesse | Rudolf Jugert  | RFA  |

## Palmarés
Ganadores de la Sección oficial del 7.º Festival Internacional de Cine de San Sebastián de 1959:
- Concha de Oro: Historia de una monja, de Fred Zinnemann
- Concha de Oro al cortometraje: Abseits, de Wolf Hart
- Mención especial (cortometraje): 
  - Lettera da El Alamein, de Enrico Fulchignoni
  - Serenal, de Norman McLaren
- Concha de Plata a la mejor dirección: 
  - De los Apeninos a los Andes de Folco Quilici
  - Con la muerte en los talones de Alfred Hitchcock
- Mención especial: El resto es silencio de Helmut Kautner
- Premio Zulueta de interpretación femenina: Audrey Hepburn, por Historia de una monja
- Premio Zulueta de interpretación masculina: Adolfo Marsillach, por Salto a la gloria
- Premio Perla del Cantábrico al mejor largometraje de habla hispana:Salto a la gloria de León Klimovsky
- Premio Perla del Cantábrico al mejor cortometraje de habla hispana: Viva la tierra, de Adolfo Garnica